# Kaplica św. Jana Nepomucena w Orłowej
Kaplica św. Jana Nepomucena – kaplica modlitewna na osiedlu mieszkaniowym w mieście Orłowa, w kraju morawsko-śląskim.

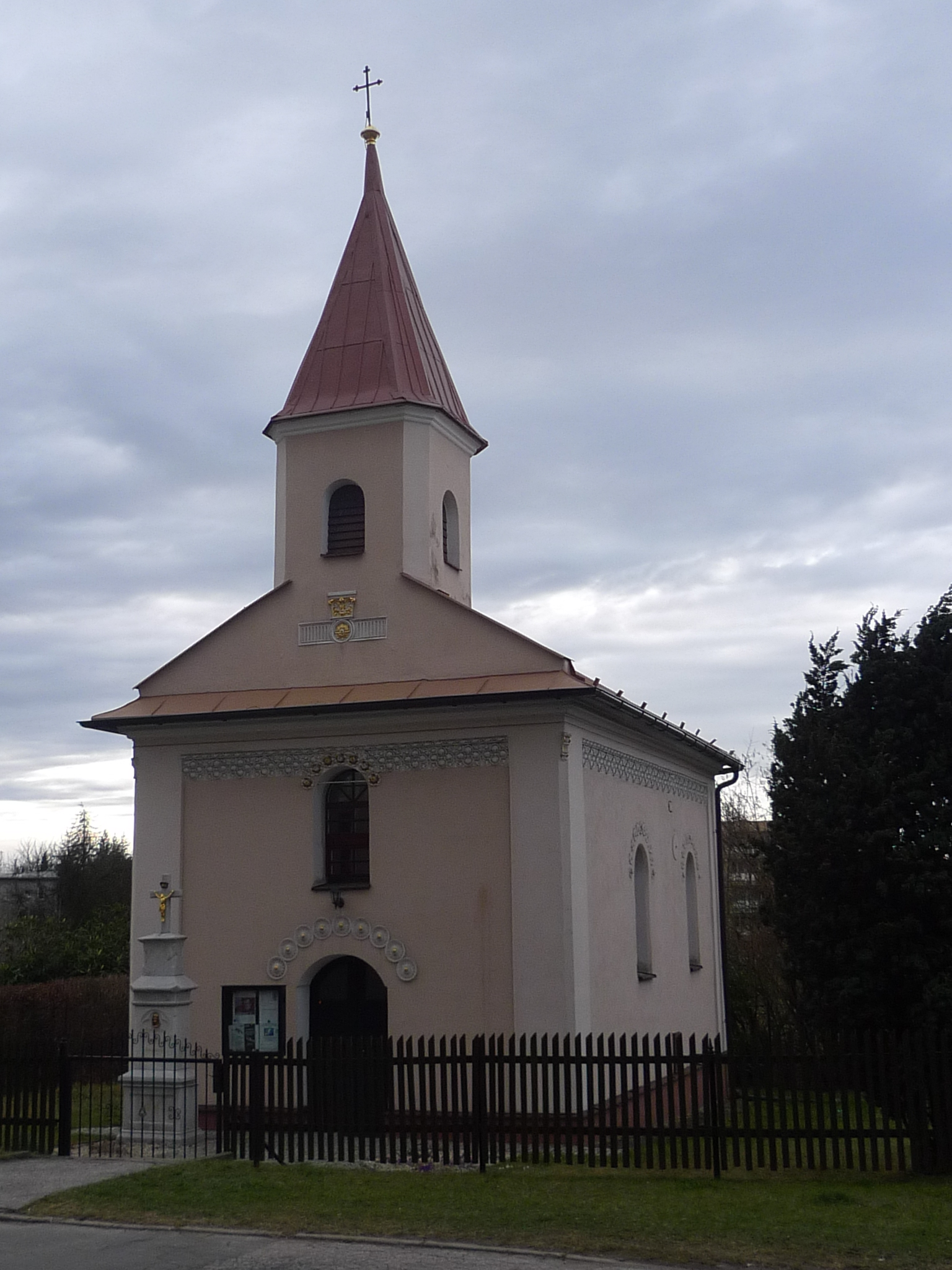
Kaplica św. Jana Nepomucena

## Historia
Została wybudowana w 1854 roku. Jest najstarszym budynkiem na całym osiedlu oraz jednym z najstarszych zachowanych budynków w Orłowie. Kaplica św. Jana Nepomucena w przeszłości należała do Polskiej Lutyni, dziś znajduje się w Lutyni – części miasta Orłowa. W 2010  została przyłączona do parafii Orłowskiej. W kaplicy nadal odbywają się w niej Msze i nabożeństwa dla wierzących.

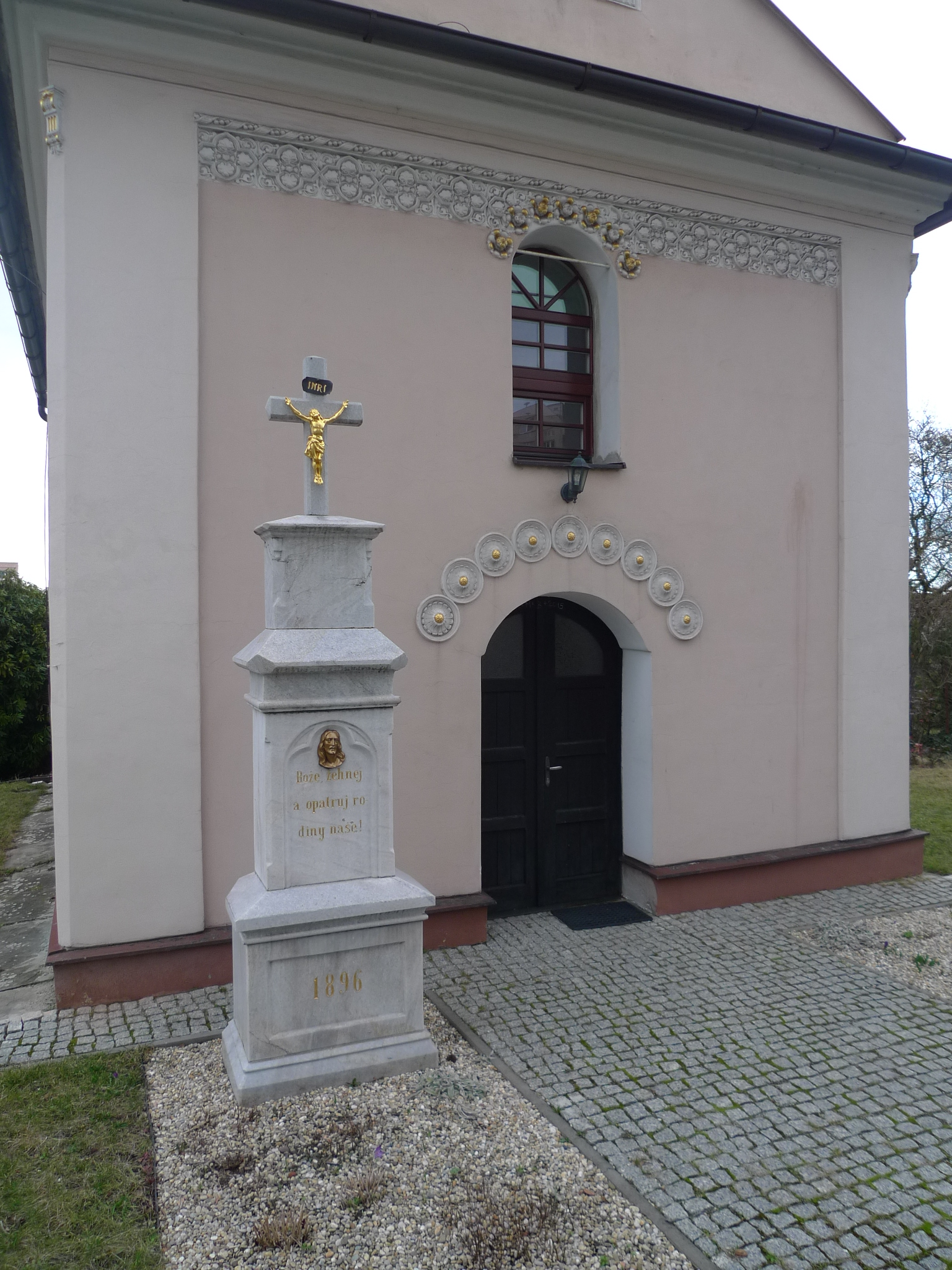
kaplica bliżej z przodu

## Fotogaleria

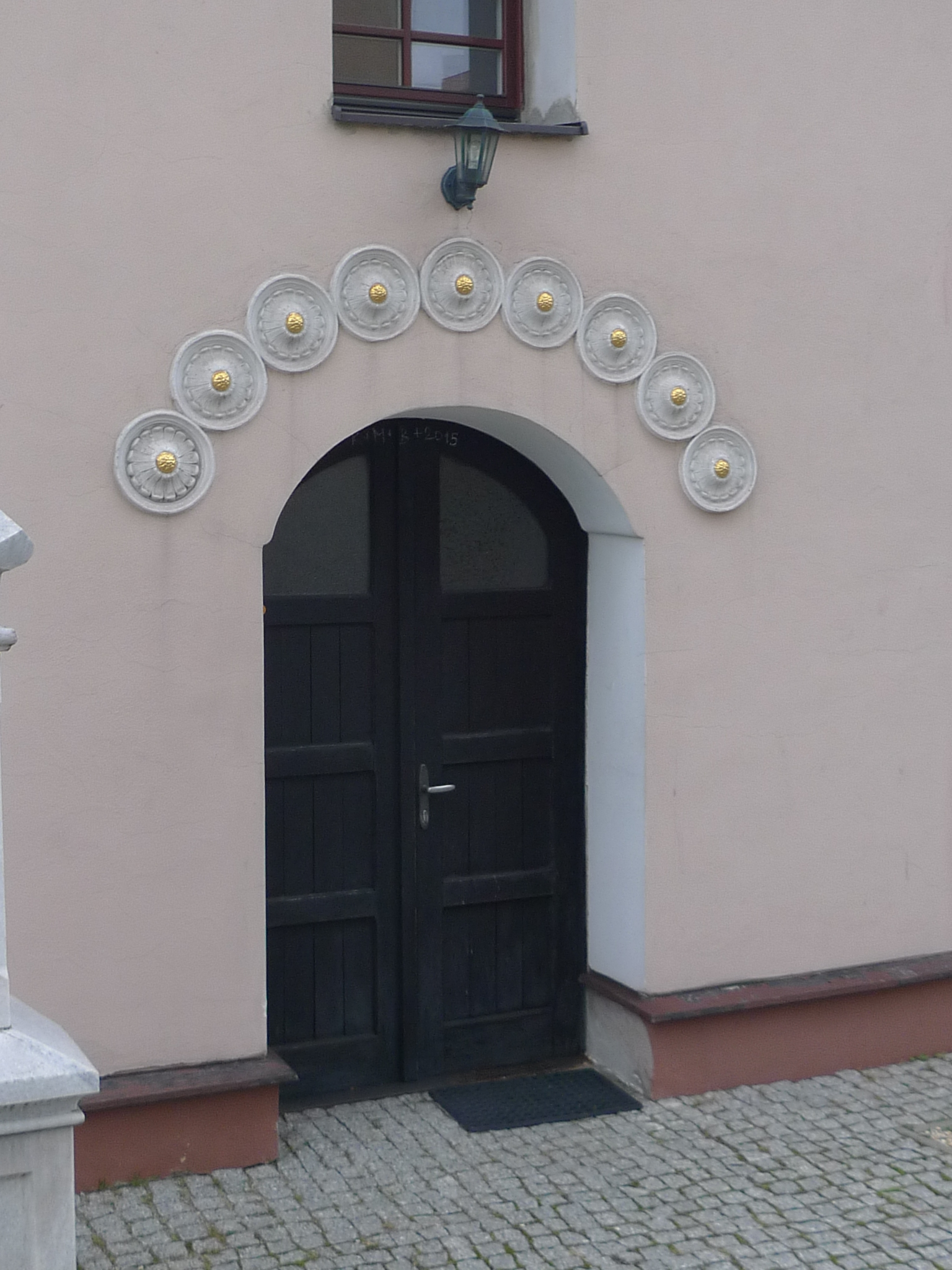
Widok na drzwi
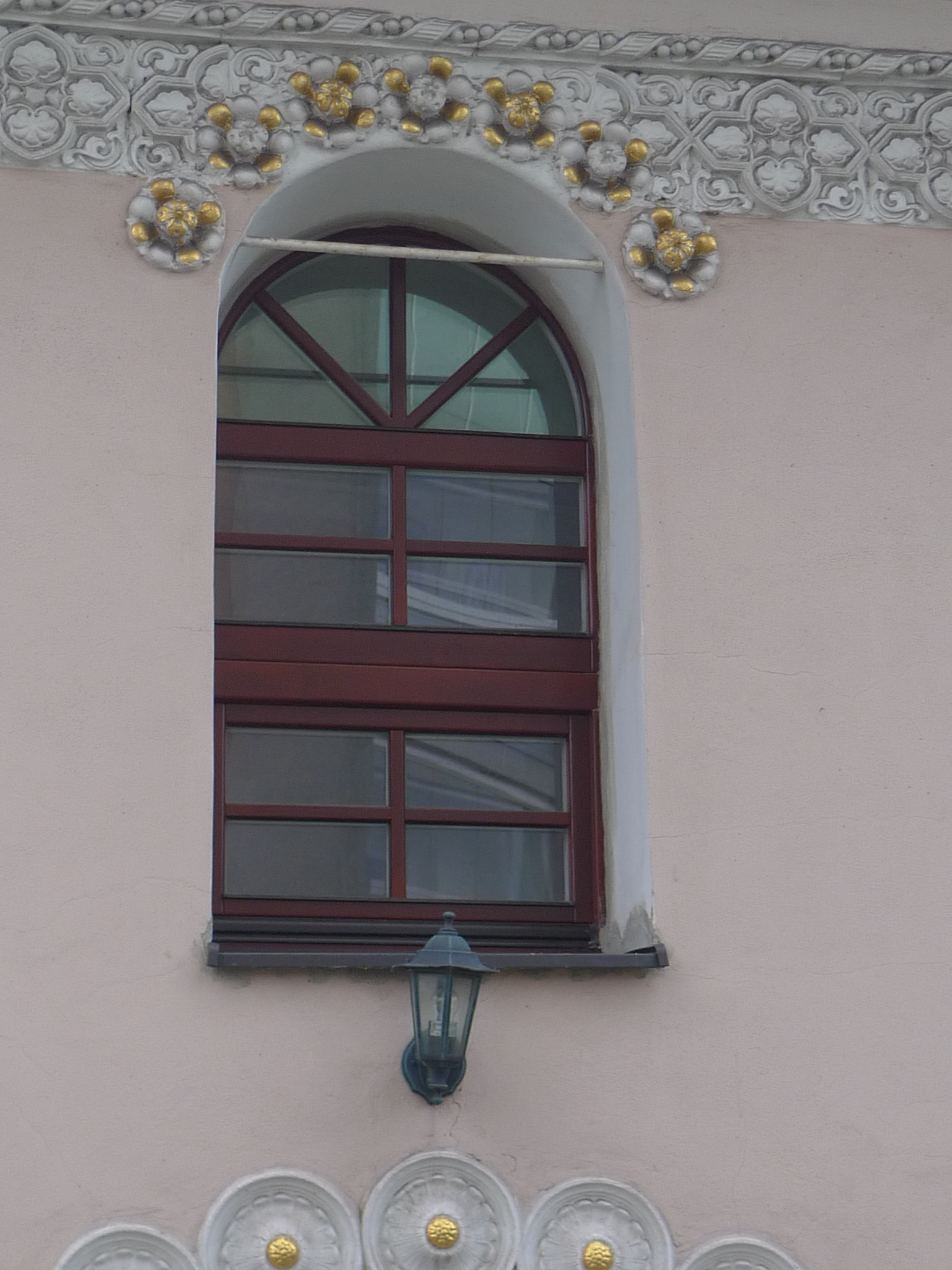
Widok na okno